# فهميدة ميرزا
فهميدة ميرزا (بالأردوية: فہمیدہ مرزا)‏، (بالسندية: فاهميدا مرزا)‏، من مواليد 20 ديسمبر 1956 في حيدر آباد، السند، هي سياسية باكستانية، فازت بمقعدها كعضوة في المجلس الوطني الباكستاني الذي يعتبر جزءاً من البرلمان الباكستاني أربع مرات متتالية قبل أن تُنتخب رئيسةً له لتكون بذلك أول امرأة تتولى رئاسة السلطة التشريعية في بلد إسلامي.

## حياتها
وُلدت فهميدة ميرزا في 20 ديسمبر 1956، في حيدر آباد، ووالدها هو القاضي عبد المجيد عابد الذي تقلد عدة مناصب وزارية على المستويين المحلي والفدرالي خلال ثمانينيات القرن العشرين. وقد حصلت على شهادة في الطب من كلية الطب بجامعة اللياقة في السند، وقبل التحاقها بالعمل السياسي عملت في مجال طب النساء والأطفال، ثم أدارت مؤسسة للاستشارات في ميدان الاتصال والمعلومات، كما درست علم الزراعة واشتغلت فيه، فضلاً عن كونها سيدة أعمال، إذ أسست شركة إعلانات، كما أن لها حضور سياسي، إذ فازت بمقعد في المجلس الوطني أربع مرات متتالية في انتخابات الأعوام 1997 و2002 و2008 و2013، عن الدائرة ذاتها.
واستمرت ميرزا كنائبة في البرلمان طيلة 11 عاماً قبل أن ينتخبها أعضاء البرلمان عام 2008 رئيسةً للبرلمان بغالبية 249 صوتاً من أصل 342 نائباً المكونين للمجلس الوطني، فكانت أول امرأة تُنتخب كرئيسة للبرلمان الباكستاني، وهي من أعضاء الجنة التنفيذية المركزية لحزب الشعب الباكستاني الذي انضمت له عام 1997.

## وصلات خارجية
- رئيس المجلس الوطني الباكستاني
- Fehmida set to make history as ‘Madam Speaker’

| المناصب السياسية     | المناصب السياسية                        | المناصب السياسية     |
| -------------------- | --------------------------------------- | -------------------- |
| سبقه شودري أمیر حسین | رئيس المجلس الوطني الباكستاني 2008–2013 | تبعه سردار أياز صادق |